# Poephila
Poephila is een geslacht van zangvogels uit de familie prachtvinken (Estrildidae). Vertegenwoordigers van dit geslacht komen uitsluitend voor in het noorden van Australië. De drie soorten:
- Poephila acuticauda – Spitsstaartamadine
- Poephila cincta – Gordelamadine
- Poephila personata – Maskeramadine